# Worms 4: Mayhem
Worms 4: Mayhem je počítačová hra na principu tahové strategie. Byla vytvořena firmou Team17 v roce 2005 a v ČR je známá pod názvem Worms 4: Totální nářez. Hra je v pořadí série Worms dvanáctá. Jedná se o třetí titul, který byl vytvořen ve 3D grafice. Hráč ovládá malou skupinu červů (wormů) na deformovatelném hracím poli. Hra má humorné animace v cartoon-stylu.

## Příběh
Hru můžete hrát několika styly (např. příběh, více hráčů, rychlá hra atd.). Příběh je animovaný s mnoha vtipnými scénami a dostanete se tam do časů minulých i současných. V nabídce máte již několik červích skupin na boje, ale můžete si vytvořit tým podle vlastní chuti. Při tvoření týmu si lze vybrat z mnoha možností, co bude červ nosit, jak bude mluvit, atd.

## Zbraně
Hra je ozvláštněná také zbraněmi, se kterými se ve skutečnosti nesetkáme:
- bazuka
- naváděná střela
- brokovnice
- otrávený šíp
- strážní dělo
- odstřelovačka (sniperka)
- granát
- střepinový granát
- plynový granát
- svatý granát
- banánová bomba
- tlusťoch
- ohnivá rána
- dloubnutí
- baseballová pálka
- letecký nálet
- šílené krávy
- únos mimozemšťany
- mina
- dynamit
- ovečka
- stará dáma
- nafoukaný Brit
- létající ovečka
- povodeň
- kladivo
- hvězdný prach
- betonový osel
- tajná zbraň (volitelná pro každý tým)

## Nástroje
Na výběr je několik nástrojů, které vám usnadňují souboj či v něm jinak pomáhají.
- padák
- lano ninjů
- Ikarův lektvar
- raketový batoh
- trám
- ochranná bublina
- přeskočení tahu
- kapitulace